# (603) Timandra
(603) Timandra – planetoida z pasa głównego asteroid okrążająca Słońce w ciągu 4 lat i 17 dni w średniej odległości 2,54 au. Została odkryta 16 lutego 1906 roku w Taunton (Massachusetts) przez Joela Metcalfa. Nazwa planetoidy pochodzi od Timandry, siostry Heleny Trojańskiej, a matki Ewandera w mitologii greckiej. Przed jej nadaniem planetoida nosiła oznaczenie tymczasowe (603) 1906 TJ.